# Arteria infraorbitaria
La arteria infraorbitaria o infraorbital es una arteria en la cabeza que corre por el maxilar superior, emergiendo a través del foramen infraorbital, justo debajo de la órbita del ojo. Nace de la arteria maxilar.

## Recorrido
La arteria infraorbital aparece, desde esa dirección, como la continuación de tronco de la arteria maxilar, pero a veces aparece en conjunción con la arteria alveolar posterosuperior.
Corre a lo largo de la escotadura infraorbital en un canal junto al nervio infraorbitario, emergiendo en la cara por el foramen infraorbital, por debajo de la inserción facial del músculo elevador de la boca superior.

### Ramas
Mientras está en el canal da:
- (a) Ramas orbitales[3][4] que irrigan al músculo recto inferior y al músculo oblicuo inferior y el saco lacrimal, y
- (b) Arterias alveolares anterosuperiores,[3][4] ramas que descienden por los canales alveolares anteriores para irrigar los dientes incisivos y caninos y la membrana mucosa del seno maxilar.

En la cara algunas ramas pasan cerca del ángulo medial de la órbita y el saco lacrimal, anastomosándose con la arteria angular, rama de la arteria facial; otras corren dentro de la nariz, anastomosándose con ramas dorsales nasales de la arteria oftálmica; y otras descienden hacia el músculo elevador del labio superior y el levator anguli oris, anastomosándose con la arteria facial, la arteria facial transversa y la arteria bucal.
Las 4 ramas remanentes nacen de la porción de la arteria que está en la fosa pterigopalatina.

## Galería

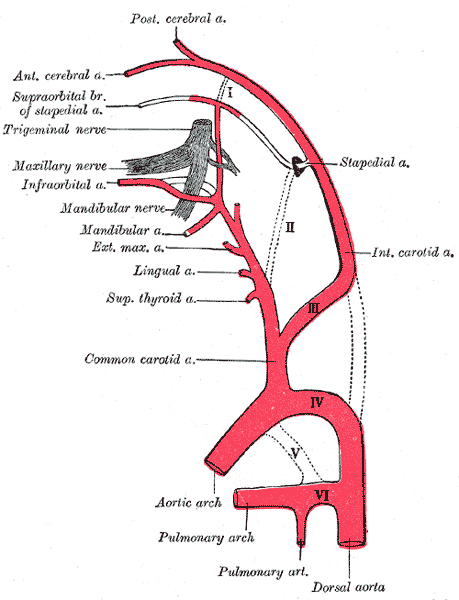
Diagrama mostrando la emergencia de las principales ramas de las arterias carótidas.
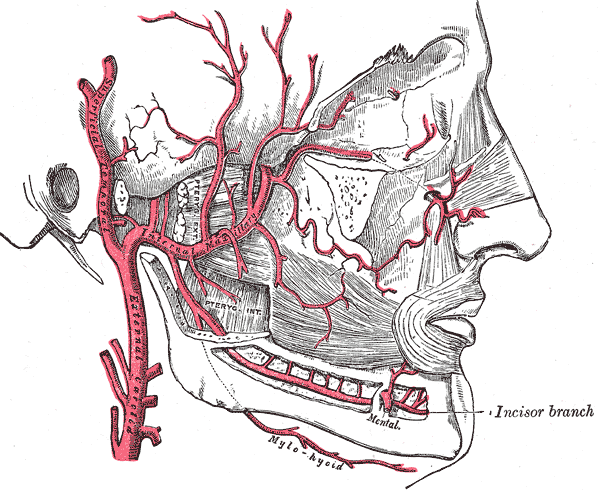
Plano de las ramas de la arteria maxilar.
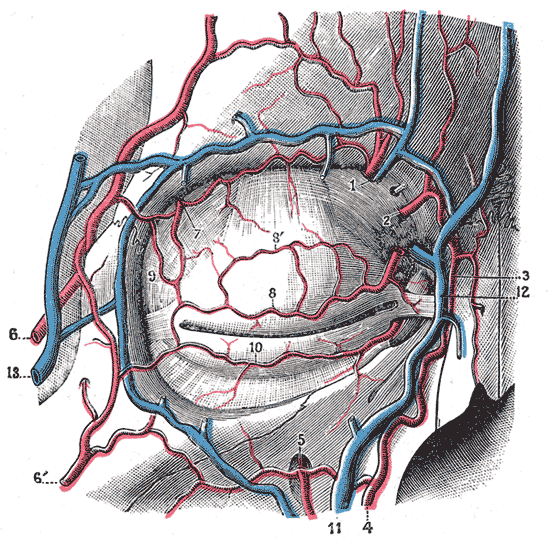
Vista frontal de los vasos de los párpados.